# Amalrik IV van Thouars
Amalrik IV van Thouars (Thouars, circa 1024 - 1093) was van 1055 tot aan zijn dood burggraaf van Thouars.

## Levensloop
Amalrik IV was de oudste zoon van burggraaf Godfried II van Thouars en Agnes, dochter van graaf Odo I van Blois. In 1055 volgde hij zijn vader op als burggraaf van Thouars.
In 1055 vormde hij samen met graaf Godfried II van Anjou een alliantie tegen hertog Willem de Veroveraar van Normandië. Hij nam onder meer deel aan het Beleg van Ambrières, een kasteel dat Willem nabij de grens met het graafschap Maine had laten bouwen. Vervolgens assisteerde hij in 1056 hertog Willem VIII van Aquitanië bij de strijd tegen de Saracenen op het Iberisch Schiereiland. Amalrik nam deel aan de inname van Barbastro en keerde met een rijke buit terug naar Thouars.
In 1066 maakte Almarik deel uit van het leger van Willem de Veroveraar dat Engeland veroverde. Bij de Slag bij Hastings van 14 oktober 1066 leidde hij een legerkorps dat bestond uit Angevijnen, Poitevijnen en Bretoenen. Na de overwinning van Willem de Veroveraar weigerde Amalrik landerijen in Engeland. In de plaats daarvan kreeg hij een grote geldsom.
In 1080 liet Amalrik het kasteel van Thouars bouwen. Ook in La Chaize, waar Amalrik eveneens heerser was, liet hij een kasteel bouwen, net als een kerk gewijd aan de heilige Nicolaas van Myra. Begin jaren 1090 voerde hij nog een oorlog tegen heer Peter van Mortagne en nam hij diens kasteel in. In 1093 werd Amalrik vermoord door twee van zijn ridders.

## Huwelijken en nakomelingen
Rond 1045 huwde Amalrik IV met Aremgarde (1030-1070), dochter van heer Godfried van Mauléon. Ze kregen volgende kinderen:
- Amalrik
- Rudolf (1060-1092), stamvader van de heren van Mauléon uit het huis Thouars.
- Eleonora (1050-1093), huwde met burggraaf Boso II van Châtellerault
- Hildegarde, huwde rond 1065 met heer Hugo VI van Lusignan

Rond 1070 huwde hij met zijn tweede echtgenote Adelina, wier afkomst onbekend gebleven is. Ze kregen volgende kinderen:
- Herbert II (overleden in 1104), burggraaf van Thouars
- Godfried III (1075-1123), burggraaf van Thouars
- Godfried (overleden in 1131)